# باسیلیکاتا
باسیلیکاتا ناحیه ای در جنوب ایتالیا است که از سمت غرب با ناپل از شمال و شرق با پولیا و از جنوب با کالابریا هم‌مرز می‌باشد. این ناحیه از دو استان پوتِنتسا و ماترا تشکیل شده‌است.
این ناحیه فقیرترین ناحیه ایتالیاست. زیتون و انگور در ۳۱۰۰۰ هکتار از زمین‌های آن کشت می‌شوند که مهم‌ترین محصولات کشاورزی آن نیز محسوب می‌شوند.
ماترا (قدیمی‌ترین شهر غاری مسکونی دنیا) و شهر متروکه کراکو که بر روی یک تپه ساخته شده جاذبه‌های گردشگری آن را تشکیل می‌دهند.
این ناحیه دارای دو خط کوتاه ساحلی یکی در جنوب شرقی و دیگری در جنوب غربی نیز است.
مساحت این ناحیه ۹٫۹۹۲ کیلومتر مربع و جمعیت آن در سال ۲۰۰۸ کمتر از ۶۰۰٫۰۰۰ نفر است و مرکز آن استان پوتنتسا می‌باشد.